# 考夫曼烯化反应
考夫曼烯化反应（Kauffmann olefination），由德国化学家托马斯·考夫曼首先报道，是将醛、酮转变为亚甲基烯烃的方法。

## 试剂的制备
反应中的活性试剂一般是由不同的钼或钨卤化物与甲基锂在低温（-78℃）下原位作用产生。
在加温过程中逐渐生成活性试剂。核磁共振谱显示该试剂不是一种施罗克型卡宾（即特伯试剂）。

## 反应机理
机理实验显示烯化一步是由一系列环加成和环消除步骤所组成。

## 应用
此反应自发现起在合成中应用较少。2002年，有人将其用于萜类gleenol的全合成中，利用了该反应条件温和、反应试剂亦非碱性试剂的特点。 同年 厄斯特赖等将此反应与格拉布斯反应的一锅反应应用于合成。